# 奇特拉科奥特达姆
奇特拉科奥特达姆（Chitrakoot Dham (Karwi)），是印度北方邦奇特拉庫特縣的一个城镇。总人口48853（2001年）。

## 人口
该地2011年总人口66426人，其中男性占比54%，女性46%；0-6岁人口占比16%；识字率67%，其中男性为75%，女性为58%。